# Borotalco
Pour plus de détails, voir Fiche technique et Distribution.
Borotalco est un film de 1982 réalisé par Carlo Verdone. Il est le troisième film réalisé par le Romain, après Un sacco bello et Bianco, rosso e Verdone, et le premier où il joue un seul personnage.

## Distribution
- Carlo Verdone : Sergio Benvenuti
- Eleonora Giorgi : Nadia
- Christian De Sica : Marcello
- Angelo Infanti : Manuel Fantoni
- Enrico Papa : Cristiano
- Roberta Manfredi : Rossella
- Mario Brega : Augusto
- Isa Gallinelli : Valeria (comme Isabella Gallinelli)
- Nando Marineo :
- Daniela Ferrari :
- Karen Louise Freeman :
- Vittorio Zarfati :
- Antonella Antinori :
- Roberto Ceccacci :
- Roberto Giancaterini :
- Elisa Mainardi :
- Isabella De Bernardi : Agente di vendita
- Moana Pozzi : la fille nue dans la piscine
- Pier Luigi Ferrari : Mr. Picconi
- Paolo Rubbio : Francesco
- Franco Venditti :
- Antonio Palombi : Patient (non crédité)
- Maria Tedeschi : Hospital Patient (non créditée)

## Récompenses
- 27e cérémonie des David di Donatello : 
  - Prix David di Donatello du meilleur film
  - David di Donatello de la meilleure actrice pour Eleonora Giorgi
  - David di Donatello du meilleur acteur pour Carlo Verdone